# Brouk v hlavě
Brouk v hlavě (1907, La Puce à l'oreille) je divadelní hra ve vaudevillovém stylu respektive fraška od francouzského dramatika Georgese Feydeaua. Jde o nejhranější autorovo dílo.

## Obsah hry
Jedná se o "lechtivou" situační komedii, která srší ironií, humorem, vtipem i osobitým šarmem. Dílo je založeno na triviálním příběhu neuskutečněné nevěry. Hra má mistrně vystavěnou zápletku, která je plná omylů, záměn jednotlivých osob, nedorozumění i převleků. Hlavními postavami jsou zde dvě velmi podobné osoby V. E. Champsboisy a Bouton, která jsou zde inscenačně řešeny jakožto klasická divadelní dvojrole.
Hra se odehrává někdy na přelomu 19. a 20. století v Paříži, kdy v jednom hodinovém hotýlku "U galantní kočičky" dojde k tomu, že má být ověřena partnerova věrnost. Paní Marcela Champsboisy hodlá ověřit věrnost svého manžela pana Victora-Emmanuela Champsboisyho. Situaci ale výrazně zkomplikuje existence dvou velmi podobných osob, které o sobě nic nevědí, z nichž jedna je hotelový sluha Bouton a druhá ředitel pojišťovny pan V. E. Champsboisy.
Situaci navíc komplikuje bratranec pana V. E. Champsboisy Kamil, který velmi špatně vyslovuje souhlásky, což samo o sobě vytváří další komické záměny a nedorozumění.

## Filmová zpracování a televizní adaptace
- La puce à l'oreille (1956), francouzský televizní film, režie Stellio Lorenzi, v hlavní roli Pierre Mondy.
- Der Floh im Ohr (1966), západoněmecký televizní film, režie Rolf von Sydow, v hlavní roli Romuald Pekny.
- A Flea in Her Ear (1967), britský televizní film, režie Michael Hayes, v hlavní roli Robert Lang.
- A Flea in Her Ear (1968), americko-francouzský film, režie Jacques Charon, v hlavní roli Rex Harrison.[2]
- Brouk v hlavě (1969), televizní záznam divadelního představení Divadla na Vinohradech, režie Václav Hudeček, v hlavní roli Vlastimil Brodský (bylo také vydáno roku 2007 na DVD jako příloha časopisu Reflex).[3]
- Een vlo in het oor (1973), belgický televizní film, režie Maurits Balfoort a Cyriel Van Gent, v hlavní roli Werner Kopers.
- Der Floh im Ohr (1980), západoněmecký televizní film, režie Sigi Rothemund, v hlavní roli Horst Bollmann.
- La puce à l'oreille (1997), francouzský televizní film, režie Yves Di Tullio, v hlavní roli Jean-Paul Belmondo.
- Brouk v hlavě (1998), televizní záznam divadelního představení Městského divadla Brno, režie Rudolf Tesáček a Gustav Skála, v hlavní roli Jiří Dvořák.[4]
- Brouk v hlavě (2002), český televizní film, režie Zdeněk Zelenka, v hlavní roli Viktor Preiss.[5][6]

## Česká knižní vydání
- Brouk v hlavě, Dilia, Praha 1968, přeložili Milena a Josef Tomáškovi
- Brouk v hlavě, Městské divadlo v Brně, Brno 1996, přeložili Marie Veselá--Dugrangee a Gustav Skála.